# ووركينغتون (دائرة انتخابية في المملكة المتحدة)
ووركينغتون  (بالإنجليزية: Workington)‏ هي إحدى الدوائر الانتخابية في المملكة المتحدة الممثلة في مجلس العموم في برلمان المملكة المتحدة.
عضو البرلمان الذي يمثلها حالياً هو :Tony Cunningham (Lab).